# Melania Herdeanu
Melania Herdeanu (n. 17 iulie 1940, Fălticeni, Regatul României – d. 7 decembrie 2017, Iași, România) a fost o soprană română, fostă solistă a Operei Naționale din Iași.

## Biografie
A urmat școala primară și liceul Nicu Gane din Fălticeni, în ultimii 2 ani de liceu a studiat canto la Iași la școala de muzică și arte plastice Octav Bancilă. După absolvire, în 1961 a fost admisă la conservatorul de muzică George Enescu, la secția canto, fiind eleva artistei Ella Urmă.
În 1966 a fost repartizată la Opera de Stat din Iași. Aici a fost apreciată de la început, fiindu-i încredințate roluri din ce în ce mai dificile. Pe parcursul carierei a cântat cu soliști consacrați ai scenei lirice precum Nicolae Herlea sau Magda Ianculescu. A performat pe scene prestigioase din țară și din străinătate, precum Germania, Italia și Bulgaria.
Spre finalul activității scenice a avut o colaborare fructuoasă cu Universitatea de muzică și artă dramatică George Enescu din Iași, la clasa profesor Dioniosie Vitcu și Emil Coșerul.